# Nikolaj Stambula
Nikolaj Stambula (Rubižne, 20 dicembre 1945) è un regista sovietico.

## Filmografia parziale

### Regista
- Za poslednej čertoj (1991)
- Operacija 'Ljucifer' (1993)
- Volč'ja krov' (1995)